# Districtul Lilongwe
Lilongwe este un district în statul Malawi. Reședința sa este orașul Lilongwe.